# Yellow Pages (film)
Pour plus de détails, voir Fiche technique et Distribution.
Yellow Pages est un thriller de comédie américain, britannique et norvégien réalisé par James Kenelm Clarke et sorti en 1985.

## Fiche technique
- Titre original : Going Undercover
- Réalisation : James Kenelm Clarke
- Scénario : James Kenelm Clarke
- Photographie : John Coquillon
- Montage : Eric Boyd-Perkins et Florent Retz
- Musique : Alan Hawkshaw
- Costumes : Moss Mabry
- Décors : Jim Dultz
- Producteur : Jefferson Colegate-Stone et John D. Schofield
  - Producteur associé : Paul Jordan
  - Producteur délégué : Barry Plumley et Sean Redmayne
- Sociétés de production : Miramax, Norfolk International Pictures et Sanexo A/S
- Sociétés de distribution : Miramax et 20th Century Fox Home Entertainment
- Pays de production :  États-Unis,  Royaume-Uni et  Norvège
- Langue originale : anglais
- Format : couleur
- Genre : Thriller de comédie
- Durée : 89 minutes
- Dates de sortie : 
  - Royaume-Uni : 3 juillet 1985
  - États-Unis : 17 juin 1988

## Distribution
- Chris Lemmon (en) : Henry Brilliant
- Jean Simmons : Maxine de la Hunt
- Lea Thompson : Marigold de la Hunt
- Viveca Lindfors : Mme Bellingers
- Mills Watson : Billy O'Shea
- Jewel Shepard : Peaches
- Nancy Cartwright : Stéphanie
- Joe Michael Terry : Gary
- Elizabeth Spriggs : Mme Van Der Reuter
- John Bird : Professeur Borg
- Michael Gothard : Strett
- Paul Lévêque : le travestit
- Ellen Hillingsø : Alicia
- Gerhard Pedersen : Petrovich
- Ernst Meyer
- Danny Lee : un garçon
- Adam West : le père de Henry
- Birgitte Raaberg : Dr. Enders